# Mihai Adam
Mihai Adam (Câmpia Turzii, 3 de julio de 1940-11 de diciembre de 2015) fue un futbolista rumano que jugaba en la demarcación de delantero.

## Biografía
Empezó a formarse como futbolista con el Industria Sârmei Câmpia Turzii en 1957, debutando con el primer equipo dos años después. Tres años después fichó por el U Cluj para las seis temporadas siguientes, ya que en 1968 se fue en calidad de cedido al Vagonul Arad. Durante su primera estancia en el U Cluj fue el máximo goleador de la liga en dos ocasiones, además de ganar la Copa de Rumania. En 1969 volvió tras cesión al U Cluj, volviendo a ser el máximo goleador de la liga. En 1972 fichó por el CFR Cluj hasta 1976, año en el que se retiró.
Falleció el 11 de diciembre de 2015 a los 75 años de edad.

## Clubes
| Club                                | País    | Año         | Partidos | Goles |
| ----------------------------------- | ------- | ----------- | -------- | ----- |
| Industria Sârmei 1921 Câmpia Turzii | Rumania | 1959 - 1962 |          |       |
| U Cluj                              | Rumania | 1962 - 1968 | 144      | 74    |
| Vagonul Arad (cedido)               | Rumania | 1968 - 1969 | 13       | 6     |
| U Cluj                              | Rumania | 1969 - 1972 | 82       | 33    |
| CFR Cluj                            | Rumania | 1972 - 1976 | 114      | 47    |

## Palmarés

### Campeonatos nacionales
| Título                       | Club     | País    | Año  |
| ---------------------------- | -------- | ------- | ---- |
| Copa de Rumania              | U Cluj   | Rumania | 1965 |
| Máximo goleador de la Liga I | U Cluj   | Rumania | 1965 |
| Máximo goleador de la Liga I | U Cluj   | Rumania | 1968 |
| Máximo goleador de la Liga I | CFR Cluj | Rumania | 1974 |